# André Mabboux
André Mabboux est un curleur français né le 6 novembre 1923 à Megève et mort 17 novembre 2011 à Sallanches.

## Biographie
André Mabboux dispute quatre éditions des Championnats du monde de curling (1969, 1971, 1972 et 1973) ; il remporte en 1973 à Regina la médaille de bronze avec Gérard Pasquier, Pierre Boan et André Tronc.